# Emma Leonardi
Emma Leonardi   (Roma, 1858 - segle XX), coneguda també com a Emma Leonardi Bergamini o Emma Bergamini Leonardi, fou una mezzosoprano/contralto italiana.

## Biografia
Se sap molt poc de la seva vida abans del 1883. Aquell any apareix el seu nom amb motiu de la temporada del Teatro Politeama de Roma, on a finals de juny va representar Ruy Blas de Filippo Marchetti. Hi va cantar també en aquell teatre en un concert a benefici dels damnificats pel terratrèmol de Casamicciola del 28 de juliol de 1883. En aquell concert es va representar Faust de Charles Gounod i Emma va fer el paper de Siebel. El 23 d'octubre de 1883 va participar en la representació de L'orfanella de Paolo Baraldi, tot i que el nom apareguda en premsa fou el d'Ester, no pas Emma.
El 1884 va cantar el paper de Siebel de l'òpera Faust de Gounod i el de Leonora de La favorita de Gaetano Donizetti al Teatro Umberto de Roma, cantant el juny Faust i el juliol La favorita.
El gener de 1885 va cantar el paper de Laura de La Gioconda d'Amilcare Ponchielli al Teatro La Fenice de Venècia, en una presentació que la crítica va indicar que havia estat un fiasco. A continuació va participar en la temporada de primavera 1885 del Gran Teatre del Liceu de Barcelona, cantant La Gioconda, a partir del 4 de maig, Aida de Giuseppe Verdi, a partir del 13 de maig, i La favorita, a partir del 23 de maig. Va marxar aquell any a Amèrica del Sud amb una companyia d'òpera italiana. Al Teatro Municipal de Santiago de Xile va cantar el paper de Maddalena de l'òpera Rigoletto de Verdi.
El març de 1886 va cantar La Gioconda al Teatro Pagliano de Florència. El setembre de 1886 repetiria el paper de Maddalena al Teatro Politeama de Vincenza i el mes de novembre al Teatre Italià de Bucarest.
El gener de 1888 va participar en la inauguració del Teatre Panajeff de Sant Petersburg, cantant el paper de Maddalena de l'òpera Rigoletto de Verdi. Amb ella, van cantar Maria Anna Pettigiani com a Gilda, Angelo Masini com el Duc de Màntua, Agostino Gnaccarini com a Rigoletto i Tullio Campello com a Sparafucille, sota la direcció d'Enrico Bevignani, un director de prestigi a Rússia, on havia dirigit diverses òperes a Sant Petersburg i Moscou, entre elles l'estrena absoluta l'any 1879 de l'òpera Ievgueni Oneguin de Piotr Ilitx Txaikovski. En retornar a Itàlia, va participar l'agost de 1888 en la representació al Teatro Grande de Brescia de l'òpera Asrael d'Alberto Franchetti, una obra estrenada uns mesos abans a Reggio de l'Emília.
Va fer la temporada 1888-1889 del Teatro Real de Madrid, participant en La Gioconda a partir de la sessió d'obertura de la temporada de l'u de novembre de 1888, després en La forza del destino de Verdi, a partir del 14 de novembre, en Il trovatore de Verdi, a partir del 22 de novembre, en Aida, a partir del 19 de desembre, en Rigoletto, a partir del 23 de desembre de 1888, i en Ruy Blas, a partir del 29 de gener de 1889.
El 25 de desembre de 1889 va cantar el paper de princesa d'Eboli de l'òpera Don Carlos de Verdi al Teatro Regio de Parma. Les crítiques no van ser del tot positives i, potser per això o potser per una baralla amb el tenor Francesco Signorini, els assajos de la següent obra en cartell van ser força complicats, amb Emma Leonardi malalta, segons ella. No obstant, el 8 de gener de 1890 va representar al mateix teatre el paper d'Amneris de l'òpera Aida de Verdi. Va tornar al Gran Teatre del Liceu per a la temporada de primavera de 1889, cantant Il trovatore a partir del 27 d'abril i l'estrena de l'11 de maig de 1889 de l'òpera Gli amanti di Teruel (Los amantes de Teruel, en aquella època es cantava tot en italià al Liceu) de Tomás Bretón, en la que interpretà el paper de Zulima,
El 3 d'abril de 1890 va participar en un concert on es va oferir l'Stabat Mater de Gioachino Rossini, al Teatro Costanzi de Roma. El 1890 va participar en la temporada d'òpera del Teatre de l'Òpera de Buenos Aires. El juliol cantà el paper de la princesa d'Eboli de l'òpera Don Carlos. Les seves participacions fora Itàlia van continuar amb la temporada 1890-1891 del Teatro São Carlo de Lisboa, que va començar amb la representació de La Gioconda el 13 d'octubre de 1890, al costat d'Elena Theodorini. Va continuar amb Aida, al costat de Nadina Bulicioff. El 13 de novembre cantava Lucrezia Borgia de Donizetti i el 18 de desembre La favorita. Ja al 1891, el 13 de febrer era el torn de Ruy Blas i el 21 de febrer de Carmen de Georges Bizet, en el seu paper protagonista.
Va participar en la temporada 1891-92 al Teatro Argentina de Roma com a Laura i Leonora de La Favorita de Donizetti i com a Amalia el 21 de febrer de 1892 a l'estrena mundial de l'òpera Mala Vita d'Umberto Giordano, que va repetir el mateix any al Teatro San Carlo de Nàpols.En la gira sud-americana d'aquell any va cantar el paper de Maddalena de Rigoletto a Rio de Janeiro, al costat d'Adelina Stehle com a Gilda, Gregorio Gabrielesco com a Duc de Màntua i Edoardo Camera com a Rigoletto.
Va participar a continuació en la temporada 1892-1893 del Teatro Real de Madrid, començant el 23 d'octubre de 1892 amb Aida. Després hi va cantar el paper principal de Carmen, a partir del 3 de novembre. De Madrid va anar a Sevilla, a fer la temporada del Teatro San Fernando. L'abril hi va cantar el paper principal de l'òpera Carmen, una obra que també va cantar a Varsòvia, al Teatre Imperial, el desembre de 1893. Abans, però, havia fet la campanya sud-americana, cantant Lohengrin l'agost de 1893 a Rio de Janeiro.
Va participar a Madrid a la temporada 1894-1895 del Teatro Real, cantant les òperes Lohengrin de Richard Wagner, a partir del 31 d'octubre de 1894, Aida, a partir del 4 de novembre, La Gioconda, a partir del 10 de novembre, Le prophète a partir del 18 de desembre, el paper principal de l'òpera Carmen, a partir del 26 de desembre, Amleto d'Ambroise Thomas, a partir del 9 de gener de 1895, Los amantes de Teruel de Tomás Bretón i acabant la temporada amb Orfeu i Eurídice de Christoph Willibald Gluck. De Madrid a Sevilla, com ara força habitual, on tornà a cantar, al Teatre San Fernando, l'òpera Lohengrin. Hi va tornar al Real de Madrid per a la temporada 1895-1896, començant a partir del 19 d'octubre de 1895 per l'òpera Lohengrin. Després cantà La favorita a partir del 19 de novembre, La Gioconda, a partir del 3 de desembre, i Le prophéte, a partir del 7 de gener de 1896.
El gener de 1898 va cantar Lohengrin al Teatro Massimo de Palerm. Més tard va cantar al Teatre Khédivial del Caire, en el paper de Laura.
El 1900 al Teatro Costanzi de Roma com a Amneris de l'òpera Aida de Verdi.
El 1901 com a Magdalena al Die Meistersinger von Nürnberg de Richard Wagner i, com a Leonora de La Favorita.
El 20 de juny de 1902 va estrenar al Teatro Politeama Argentino de Buenos Aires l'òpera Khrysé de l'argentí Arturo Berutti, fent el paper de Myrto. Al mateix teatre, el mes següent va cantar Linda di Chamounix al costat de Maria Barrientos i Amedeo Bassi, una representació que la companyia repetí al Teatro Olimpo Politeama de Rosario pocs dies després, ja al mes d'agost.
Va participar a Teatro São Carlo de Lisboa en la temporada de 1905, cantant el mes de febrer l'òpera Don Carlos.